# Marmouillé
Marmouillé és un municipi francès situat al departament de l'Orne i a la regió de Normandia. L'any 2007 tenia 140 habitants.

## Demografia

### Població
El 2007 la població de fet de Marmouillé era de 140 persones. Hi havia 53 famílies de les quals 9 eren unipersonals (6 homes vivint sols i 3 dones vivint soles), 19 parelles sense fills, 22 parelles amb fills i 3 famílies monoparentals amb fills.
La població ha evolucionat segons el següent gràfic:
Habitants censats

### Habitatges
El 2007 hi havia 60 habitatges, 52 eren l'habitatge principal de la família, 4 eren segones residències i 4 estaven desocupats. 59 eren cases i 1 era un apartament. Dels 52 habitatges principals, 47 estaven ocupats pels seus propietaris i 5 estaven llogats i ocupats pels llogaters; 2 tenien una cambra, 3 en tenien dues, 7 en tenien tres, 13 en tenien quatre i 27 en tenien cinc o més. 44 habitatges disposaven pel capbaix d'una plaça de pàrquing. A 22 habitatges hi havia un automòbil i a 27 n'hi havia dos o més.

### Piràmide de població
La piràmide de població per edats i sexe el 2009 era:
| Homes | Edats   | Dones |
| ----- | ------- | ----- |
| 0     | 95 o +  | 0     |
| 0     | 90 a 94 | 0     |
| 0     | 85 a 89 | 0     |
| 0     | 80 a 84 | 0     |
| 8     | 75 a 79 | 0     |
| 4     | 70 a 74 | 8     |
| 12    | 65 a 69 | 0     |
| 0     | 60 a 64 | 8     |
| 4     | 55 a 59 | 0     |
| 4     | 50 a 54 | 8     |
| 0     | 45 a 49 | 0     |
| 0     | 40 a 44 | 0     |
| 0     | 35 a 39 | 0     |
| 8     | 30 a 34 | 12    |
| 12    | 25 a 29 | 0     |
| 0     | 20 a 24 | 4     |
| 8     | 15 a 19 | 0     |
| 4     | 10 a 14 | 0     |
| 8     | 5 a 9   | 12    |
| 8     | 0 a 4   | 4     |

## Economia
El 2007 la població en edat de treballar era de 83 persones, 61 eren actives i 22 eren inactives. De les 61 persones actives 58 estaven ocupades (30 homes i 28 dones) i 3 estaven aturades (1 home i 2 dones). De les 22 persones inactives 10 estaven jubilades, 9 estaven estudiant i 3 estaven classificades com a «altres inactius».

### Ingressos
El 2009 a Marmouillé hi havia 63 unitats fiscals que integraven 176 persones, la mediana anual d'ingressos fiscals per persona era de 15.161,5 €.

### Activitats econòmiques
Dels 10 establiments que hi havia el 2007, 1 era d'una empresa de fabricació d'altres productes industrials, 2 d'empreses de comerç i reparació d'automòbils, 2 d'empreses d'hostatgeria i restauració, 2 d'empreses financeres, 1 d'una entitat de l'administració pública i 2 d'empreses classificades com a «altres activitats de serveis».
Els 2 serveis als particulars que hi havia el 2009 eren restaurants.
L'any 2000 a Marmouillé hi havia 10 explotacions agrícoles que ocupaven un total de 390 hectàrees.

## Poblacions més properes
El següent diagrama mostra les poblacions més properes.